# 布恩迪难以穿越的国家公园
布恩迪难以穿越的国家公园（Bwindi Impenetrable National Park）位于东部非洲乌干达西南部，东非大裂谷西部边缘，靠近刚果民主共和国边境线处的维龙加国家公园。布恩迪难以穿越的国家公园是布恩迪难以穿越森林的一部分，于1994年列入联合国教科文组织世界遗产名录。

## 生物
布恩迪难以穿越的国家公园是疣猴、黑猩猩和例如蕉鵑、犀鸟等鸟类的家园。值得注意的是，国家公园内拥有将近世界现存一半的山地大猩猩（部分研究称其为一个单独的亚种，布恩迪大猩猩）。

## 登录基准
该世界遗产被认为满足世界遺產登錄基準中的以下基準而予以登錄：
- （vii）包含出色的自然美景与美学重要性的自然现象或地区。
- （x）拥有最重要及显著的多元性生物自然生态栖息地，包含从保育或科学的角度来看，符合普世价值的濒临绝种动物种。